# Aloísio Sinésio Bohn

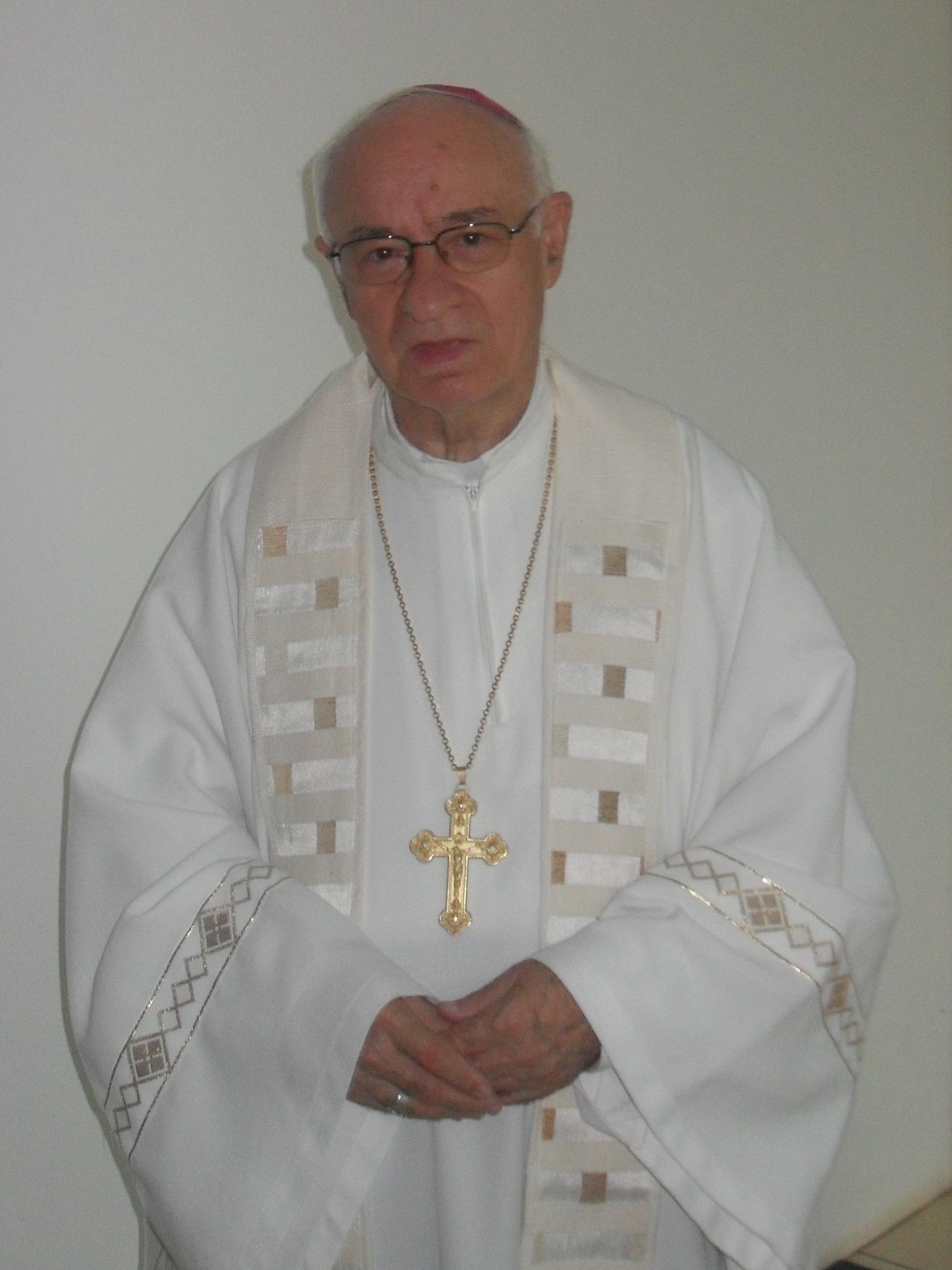
Aloísio Sinésio Bohn (2010)

Aloísio Sinésio Bohn (* 11. September 1934 in Montenegro, Rio Grande do Sul; † 9. Juni 2022 in Santa Cruz do Sul) war ein brasilianischer Geistlicher und römisch-katholischer Bischof von Santa Cruz do Sul.

## Leben
Aloísio Sinésio Bohn besuchte von 1952 bis 1954 das Kleine Seminar São José in Gravataí. Von 1955 bis 1964 studierte er Philosophie, Katholische Theologie und Kanonisches Recht an der Päpstlichen Universität Gregoriana in Rom. In dieser Zeit war er Alumne des Päpstlichen Brasilianischen Pius-Kollegs. Am 23. Dezember 1961 empfing Bohn in Rom das Sakrament der Priesterweihe für das Erzbistum Porto Alegre.
Bohn war zunächst von 1964 bis 1965 als Pfarrvikar der Pfarrei São Jorge in Porto Alegre tätig. Ab 1966 lehrte er am Priesterseminar in Viamão und wirkte als Assistent für die dortigen Philosophie- und Theologiestudenten des Erzbistums Porto Alegre.
Am 27. Juni 1977 ernannte ihn Papst Paul VI. zum Weihbischof in Brasília und zum Titularbischof von Abbir Germaniciana. Der Erzbischof von Porto Alegre, Alfredo Vicente Kardinal Scherer, spendete ihm am 9. September desselben Jahres in Porto Alegre die Bischofsweihe; Mitkonsekratoren waren José Newton de Almeida Baptista, Erzbischof von Brasília, und Geraldo do Espírito Santo Ávila, Weihbischof in Brasília. Sein Wahlspruch Omnes Unum Sint („Alle sollen eins sein“) stammt aus Joh 17,21 .
Papst Johannes Paul II. bestellte ihn am 13. Februar 1980 zum ersten Bischof des wenige Tage zuvor errichteten Bistums Novo Hamburgo. Am 27. Juni 1986 ernannte ihn Johannes Paul II. zum Bischof von Santa Cruz do Sul. Aloísio Sinésio Bohn errichtete in Linha Santa Cruz ein Haus für die Ruhestandsgeistlichen des Bistums Santa Cruz do Sul. Ferner gründete er das Centro Diocesano de Formação Pastoral e Teológica (CDFPT) und ein Ausbildungszentrum für Ständige Diakone.
In der Brasilianischen Bischofskonferenz gehörte Bohn von 1983 bis 1990 der Pastoralkommission an, in der er verantwortlich für die Bereiche Ökumene, Interreligiöser Dialog und Jugendpastoral war. Von 1992 bis 1995 fungierte er als Präsident des Conselho Nacional de Igrejas Cristãs (CONIC). Außerdem gehörte Bohn der Kommission für die Sozialpastoral des Lateinamerikanischen Bischofsrats (CELAM) an.
Am 19. Mai 2010 nahm Papst Benedikt XVI. sein altersbedingtes Rücktrittsgesuch an. Danach lebte Aloísio Sinésio Bohn in der Casa de Amparo Fraterno in Santa Cruz do Sul, wo er am 9. Juni 2022 starb. Bohn wurde in der Kathedrale São João Batista beigesetzt.